# برلتون
برلتون (به انگلیسی: Burrelton) یک روستا در بریتانیا است که در پرت و کینروس واقع شده‌است.